# Axinidris ghanensis
Axinidris ghanensis är en myrart som beskrevs av Steven O. Shattuck 1991. Axinidris ghanensis ingår i släktet Axinidris och familjen myror. Inga underarter finns listade.